# CONCACAF U-20 축구 선수권 대회
CONCACAF U-20 축구 선수권 대회(영어: CONCACAF U-20 Championship)는 북중미카리브 축구 연맹(CONCACAF)이 주관하는 20세 이하 축구 국가대표팀 간의 국가대항전이다. FIFA U-20 월드컵의 북중미카리브 지역 예선을 겸한다.

## 역대 대회
| CONCACAF 유스 토너먼트 (CONCACAF Youth Tournaments)                                  | CONCACAF 유스 토너먼트 (CONCACAF Youth Tournaments) | CONCACAF 유스 토너먼트 (CONCACAF Youth Tournaments) | CONCACAF 유스 토너먼트 (CONCACAF Youth Tournaments) | CONCACAF 유스 토너먼트 (CONCACAF Youth Tournaments) | CONCACAF 유스 토너먼트 (CONCACAF Youth Tournaments) |
| 연도                                                                                 | 개최국                                              | 우승                                                | 준우승                                              | 3위                                                 | 4위                                                 |
| ------------------------------------------------------------------------------------ | --------------------------------------------------- | --------------------------------------------------- | --------------------------------------------------- | --------------------------------------------------- | --------------------------------------------------- |
| 1962년                                                                               | 파나마                                              | 멕시코                                              | 과테말라                                            | 앤티가 바부다                                       | 코스타리카                                          |
| 1964년                                                                               | 과테말라                                            | 엘살바도르                                          | 온두라스                                            | 과테말라                                            | 앤티가 바부다                                       |
| 1970년                                                                               | 쿠바                                                | 멕시코                                              | 쿠바                                                | 자메이카                                            | 엘살바도르                                          |
| 1973년                                                                               | 멕시코                                              | 멕시코                                              | 과테말라                                            | 쿠바                                                | 캐나다                                              |
| 결승: 멕시코 2 - 0 과테말라, 3·4위전: 쿠바 2 - 0 캐나다                              |                                                     |                                                     |                                                     |                                                     |                                                     |
| 1974년                                                                               | 캐나다                                              | 멕시코                                              | 쿠바                                                | 트리니다드 토바고                                   | 빈칸                                                |
| 결승: 멕시코 1 - 0 쿠바                                                              |                                                     |                                                     |                                                     |                                                     |                                                     |
| 1976년                                                                               | 푸에르토리코                                        | 멕시코                                              | 온두라스                                            | 미국                                                | 과테말라                                            |
| 결승: 멕시코 0 - 0 (승부차기 4 - 3) 온두라스, 3·4위전: 미국 1 - 0 과테말라           |                                                     |                                                     |                                                     |                                                     |                                                     |
| 1978년                                                                               | 온두라스                                            | 멕시코                                              | 캐나다                                              | 온두라스                                            | 코스타리카                                          |
| 결승: 멕시코 1 - 0 캐나다, 3·4위전: 온두라스 2 - 1 코스타리카                        |                                                     |                                                     |                                                     |                                                     |                                                     |
| 1980년                                                                               | 미국                                                | 멕시코                                              | 미국                                                | 캐나다, 온두라스                                    | 캐나다, 온두라스                                    |
| 결승: 멕시코 2 - 0 미국                                                              |                                                     |                                                     |                                                     |                                                     |                                                     |
| 1982년                                                                               | 과테말라                                            | 온두라스                                            | 미국                                                | 코스타리카                                          | 과테말라                                            |
| 결승: 온두라스 1 - 0 미국, 코스타리카 3 - 2 과테말라                                 |                                                     |                                                     |                                                     |                                                     |                                                     |
| 1984년                                                                               | 트리니다드 토바고                                   | 멕시코                                              | 캐나다                                              | 엘살바도르                                          | 미국                                                |
| 결승: 멕시코 2 - 1 캐나다, 엘살바도르 4 - 2 미국                                     |                                                     |                                                     |                                                     |                                                     |                                                     |
| 1986년                                                                               | 트리니다드 토바고                                   | 캐나다                                              | 미국                                                | 트리니다드 토바고                                   | 쿠바                                                |
| 1988년                                                                               | 과테말라                                            | 코스타리카                                          | 멕시코                                              | 미국                                                | 쿠바                                                |
| 1990년                                                                               | 과테말라                                            | 멕시코                                              | 트리니다드 토바고                                   | 미국                                                | 과테말라                                            |
| 1992년                                                                               | 캐나다                                              | 멕시코                                              | 미국                                                | 캐나다                                              | 온두라스                                            |
| 1994년                                                                               | 온두라스                                            | 온두라스                                            | 코스타리카                                          | 캐나다                                              | 엘살바도르                                          |
| 1996년                                                                               | 멕시코                                              | 캐나다                                              | 멕시코                                              | 미국                                                | 코스타리카                                          |
| FIFA U-20 월드컵 CONCACAF 예선 토너먼트 (FIFA U-20 World Cup qualifying tournament)  |                                                     |                                                     |                                                     |                                                     |                                                     |
| 연도                                                                                 | 개최국                                              | 우승                                                | 우승                                                | 준우승                                              | 준우승                                              |
| 1998년                                                                               | 과테말라 (A조)                                      | 미국                                                | 미국                                                | 코스타리카                                          | 코스타리카                                          |
| 1998년                                                                               | 트리니다드 토바고 (B조)                             | 멕시코                                              | 멕시코                                              | 온두라스                                            | 온두라스                                            |
| 2001년                                                                               | 캐나다 (A조)                                        | 코스타리카                                          | 코스타리카                                          | 미국                                                | 미국                                                |
| 2001년                                                                               | 트리니다드 토바고 (B조)                             | 캐나다                                              | 캐나다                                              | 자메이카                                            | 자메이카                                            |
| 2003년                                                                               | 파나마 (A조)                                        | 파나마                                              | 파나마                                              | 멕시코                                              | 멕시코                                              |
| 2003년                                                                               | 미국 (B조)                                          | 캐나다                                              | 캐나다                                              | 미국                                                | 미국                                                |
| 2005년                                                                               | 온두라스 (A조)                                      | 미국                                                | 미국                                                | 파나마                                              | 파나마                                              |
| 2005년                                                                               | 미국 (B조)                                          | 캐나다                                              | 캐나다                                              | 온두라스                                            | 온두라스                                            |
| 2007년                                                                               | 파나마 (A조)                                        | 미국                                                | 미국                                                | 파나마                                              | 파나마                                              |
| 2007년                                                                               | 멕시코 (B조)                                        | 멕시코                                              | 멕시코                                              | 코스타리카                                          | 코스타리카                                          |
| CONCACAF U-20 선수권 대회 (CONCACAF U-20 Championship)                               |                                                     |                                                     |                                                     |                                                     |                                                     |
| 연도                                                                                 | 개최국                                              | 우승                                                | 준우승                                              | 3위                                                 | 4위                                                 |
| 2009년                                                                               | 트리니다드 토바고                                   | 코스타리카                                          | 미국                                                | 온두라스                                            | 트리니다드 토바고                                   |
| 결승: 코스타리카 3 - 0 미국, 3·4위전: 온두라스 2 - 1 트리니다드 토바고               |                                                     |                                                     |                                                     |                                                     |                                                     |
| 2011년                                                                               | 과테말라                                            | 멕시코                                              | 코스타리카                                          | 과테말라                                            | 파나마                                              |
| 결승: 멕시코 3 - 1 코스타리카, 3·4위전: 과테말라 0 - 0 (연장, 승부차기 7 - 6) 파나마 |                                                     |                                                     |                                                     |                                                     |                                                     |
| 2013년                                                                               | 멕시코                                              | 멕시코                                              | 미국                                                | 엘살바도르                                          | 쿠바                                                |
| 결승: 멕시코 3 - 1 (연장) 미국, 3·4위전: 엘살바도르 1 - 0 쿠바                       |                                                     |                                                     |                                                     |                                                     |                                                     |
| 연도                                                                                 | 개최국                                              | 우승                                                | 준우승                                              | 플레이오프 승리 팀                                  | 플레이오프 승리 팀                                  |
| 2015년                                                                               | 자메이카                                            | 멕시코                                              | 파나마                                              | 미국                                                | 온두라스                                            |
| 결승: 멕시코 1 - 1 (연장, 승부차기 4 - 2) 파나마                                     |                                                     |                                                     |                                                     |                                                     |                                                     |
| 연도                                                                                 | 개최국                                              | 우승                                                | 준우승                                              | 결선 조별 리그 2위 팀                               | 결선 조별 리그 2위 팀                               |
| 2017년                                                                               | 코스타리카                                          | 미국                                                | 온두라스                                            | 멕시코                                              | 코스타리카                                          |
| 결승: 미국 0 - 0 (연장, 승부차기 5 - 3) 온두라스                                     |                                                     |                                                     |                                                     |                                                     |                                                     |
| 2018년                                                                               | 미국                                                | 미국                                                | 멕시코                                              | 온두라스                                            | 파나마                                              |
| 결승: 미국 2 - 0 멕시코                                                              |                                                     |                                                     |                                                     |                                                     |                                                     |
| 2022년                                                                               | 온두라스                                            | 미국                                                | 도미니카 공화국                                     | 과테말라 온두라스                                   | 과테말라 온두라스                                   |
| 결승: 미국 6 - 0 도미니카 공화국                                                     |                                                     |                                                     |                                                     |                                                     |                                                     |
| 2024년                                                                               | 멕시코                                              | 멕시코                                              | 미국                                                | 온두라스 파나마                                     | 온두라스 파나마                                     |
| 결승: 멕시코 2 - 1 (연장) 미국                                                       |                                                     |                                                     |                                                     |                                                     |                                                     |

## 같이 보기
- 북중미카리브 축구 연맹
- CONCACAF U-17 선수권 대회
- FIFA U-20 월드컵